# Verhnii Verbij, Colomeea
Verhnii Verbij (în ucraineană Верхній Вербіж) este o comună în raionul Colomeea, regiunea Ivano-Frankivsk, Ucraina, formată numai din satul de reședință.

## Demografie
Componența lingvistică a comunei Verhnii Verbij
     Ucraineană (99,74%)
     Alte limbi (0,26%)
Conform recensământului din 2001, majoritatea populației comunei Verhnii Verbij era vorbitoare de ucraineană (99,74%), existând în minoritate și vorbitori de alte limbi.